# Voce partigiana

Filiberto Sbardella - VOCE PARTIGIANA

Voce Partigiana è stata una rivista periodica che, assieme ad altri periodici come Bandiera Rossa, dava voce a quello che in quel periodo era il movimento partigiano. Il primo numero venne pubblicato il 19 febbraio 1945. Organo dell’Associazione Nazionale Partigiani d’Italia, avrà una periodicità piuttosto irregolare. Diretto collegialmente dal Comitato Nazionale dell’ANPI - tra cui Filiberto Sbardella - codirettore era Felice Salivetto. “Per spiegarsi la genesi della lotta partigiana in Italia – si legge nell’editoriale del primo numero – bisogna tornare col pensiero al settembre del 1943, quando, in mezzo al crollare dell’esercito e delle istituzioni dell’infausto ventennio, gruppi di cittadini, a Napoli, a Roma a Milano e altrove, imbracciarono il fucile per contrastare la tedesco l’ingresso nella città o per affrettarne l’esodo”. Voce Partigiana esce fino ad agosto 1945.